# キングウッド
キングウッド（英語: kingwood; 学名: Dalbergia cearensis Ducke）は、マメ科ツルサイカチ属の小振りの樹木の一種である。ダルベルギア・ニグラ（D. nigra、通称: ブラジリアンローズウッド、附属書Iに記載）を除くツルサイカチ属の種全体（ローズウッド類）が2017年10月4日から有効となっているワシントン条約附属書IIに記載されているため、キングウッドにも附属書IIが適用される。
ウルシ科の Astronium fraxinifolium から得られる木材であるゴンサロアルベス（ポルトガル語: gonçalo-alves）もキングウッドの名で呼ばれる場合があるが、分類を見れば分かるように全くの別物である。

## 分布・生育地
ブラジルの狭い地域に限定して生育する。

## 形態・生態
樹高は15-30メートルと個体によってばらつきがある。後述するように木材となるが、直径25センチメートル以上に生育することが極めてまれであるほどの小径木であるため、大きな材は取れない。

## 人間との関わり
昔ながらの家具に使われる、木材としてのキングウッドの原料である。

### 木材

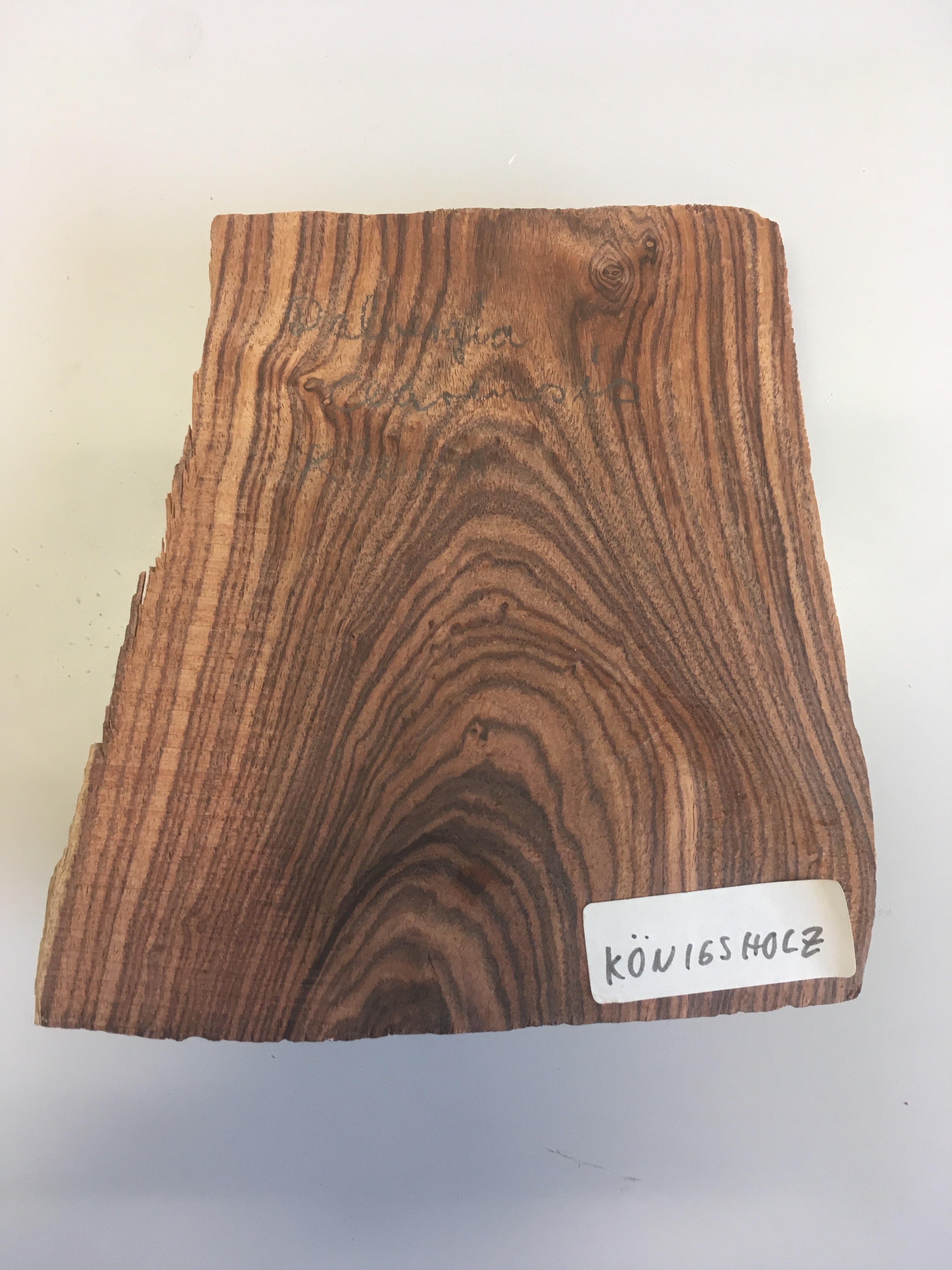
キングウッド材

キングウッド材の外観に関しては、心材は濃い赤紫褐色で徐々に黒変していく地に、黒、赤紫黒色、赤紫褐色、時に黄金色の縞模様や筋が走っており、光沢があり、精で一定の肌目を持ち、表面が滑らかである。辺材は対照的にほぼ白色である。年輪の見えにくい木目である。
性質に関しては、気乾比重が1.20もある重い木材であり、天然乾燥では割れに注意する必要がある一方、人工乾燥では劣化することもなく、乾燥後も安定する。様々な尺度で強度に優れており、重硬であるにもかかわらず刃先を鋭く研摩しておけば手道具でも機械（ろくろなど）でも加工が容易である。刃先を鈍磨させる性質は中庸で、加工中に粉状の木屑が飛散し、木工家の河村寿昌曰く「これこそがローズウッドともいえるような、バラに近い」ツンとした良い香りがする。釘・ネジ着性は良いが、下穴を開けておく必要がある。接着剤を用いる際は要注意で、表面に蝋が出ている場合があるので一度試してから使う。木質に蝋が含まれているために天然の光沢があり、美しく高輝度の仕上がりが得られる。また油分が多少感じられるがサンドペーパーで磨く際はよく削れる。耐久性は高く、保存薬剤による処理は難しい。
用途としては、アンティーク家具の補修やその模造品の製作、その他の装飾に高い需要がある。木材の大きさも用途も限られてはいるが、ろくろ細工で優れた性質を発揮し、木鉢や小ぶりの工芸品に加工され、彫刻があしらわれたものは貴重品として珍重される。キングウッド材は機械でスライスカットするには小さすぎるため鋸で挽いて化粧単板にされ、寄木細工や象嵌細工、アンティーク家具の補修、再生のためのオイスターベニヤとして用いられる。また木管楽器などの楽器材、ナイフなどの柄、高級箸にも用いられる。
キングウッドの名の通り木材の王様であり、フランスのルイ14世ならびにルイ15世の時代や英国家具の歴史におけるジョージ王朝時代においては、パリの高級キャビネット工房により好んで使用された。

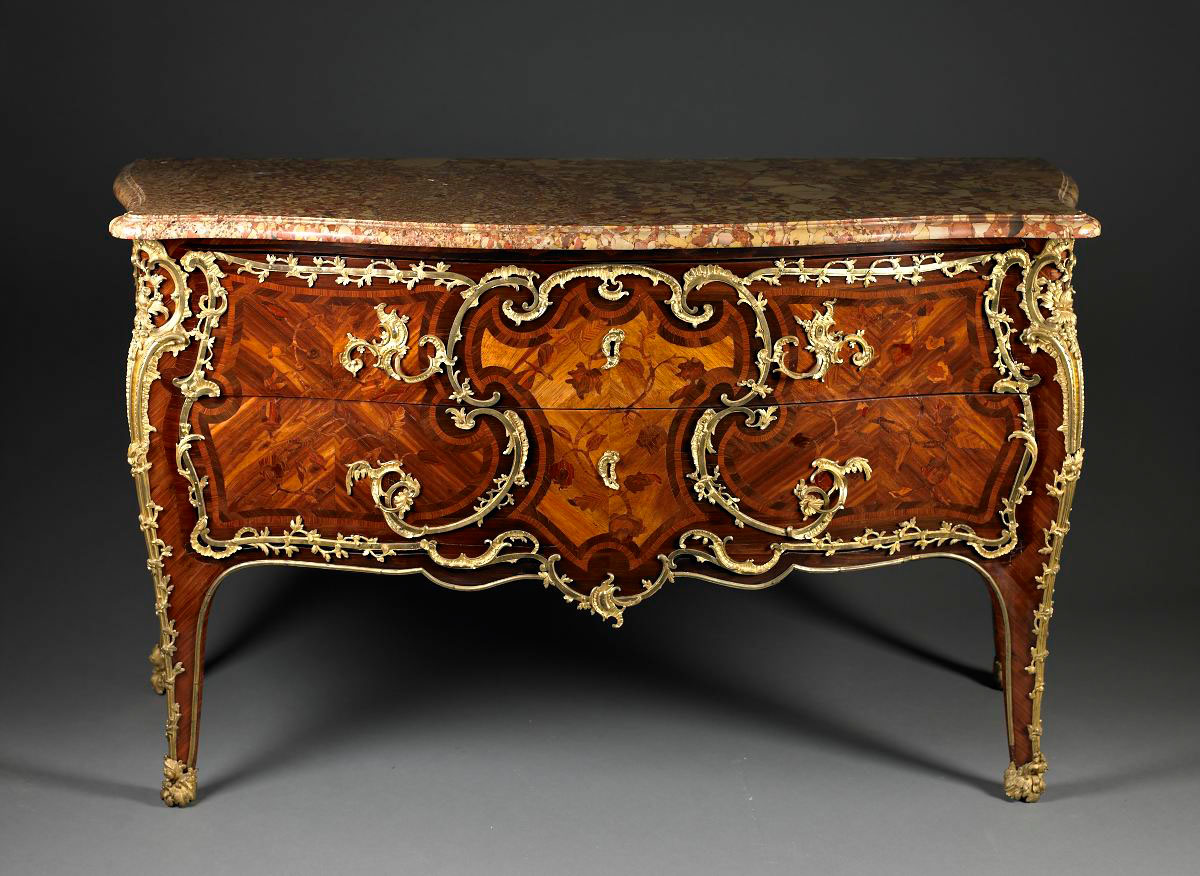
フランスのキャビネット職人ジャック・デュボワ（フランス語版）（Jacques Dubois; 1694–1763）によりオーク、キングウッド、サテンウッド、パープルウッド、金メッキブロンズを用いて制作された置き戸棚（18世紀中頃、バーミングハム美術館蔵）
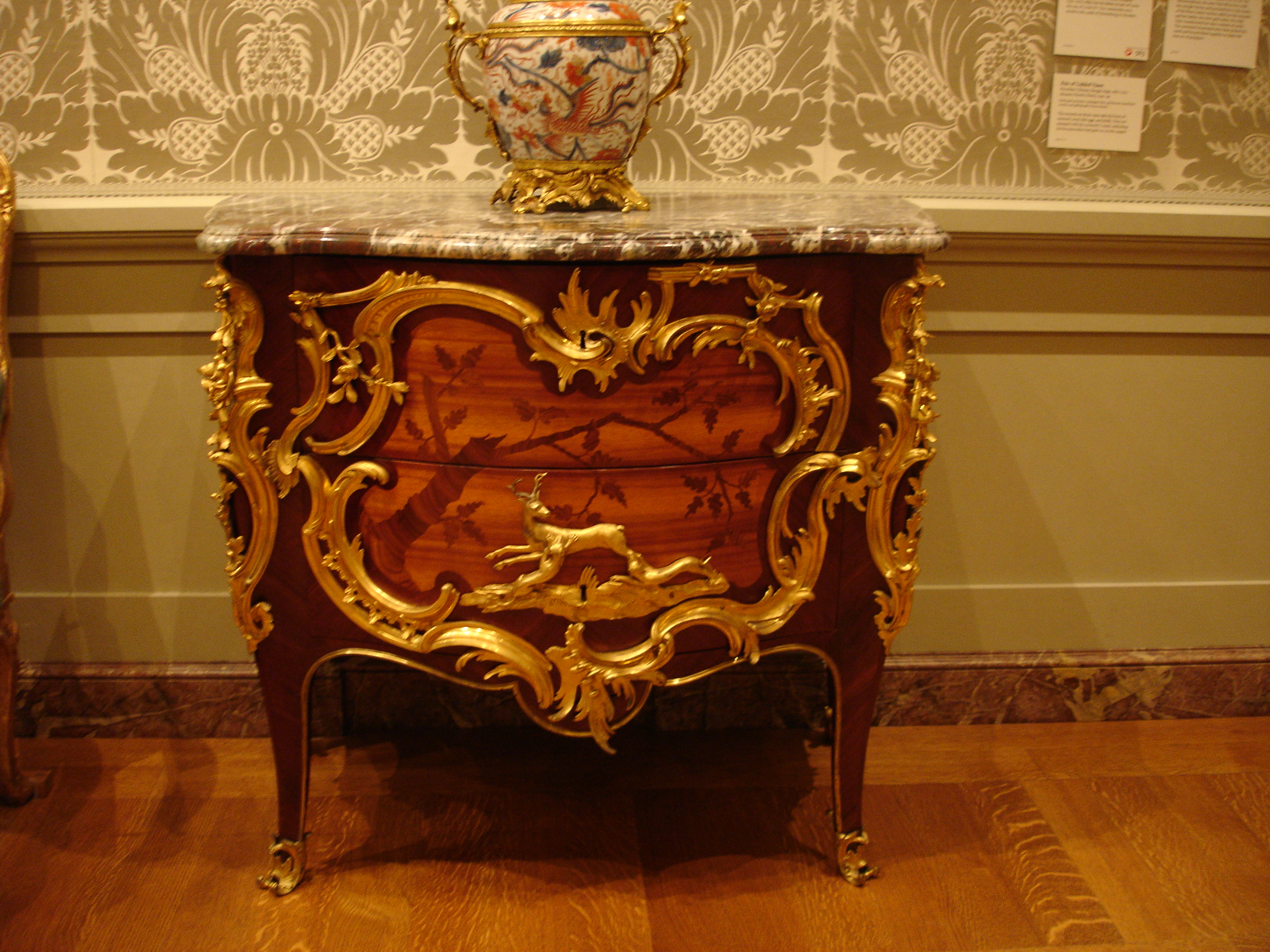
オランダ出身でフランスで活躍した家具職人ベルナルド2世・ファン・リーゼンブルヒ（英語版）（Bernard II van Risamburgh; 1700頃–1765）によりオークとスプルースを基本にブラッドウッド、パープルハート、キングウッドで化粧張りされた置き戸棚（1750年頃、ゲティ・センター蔵）
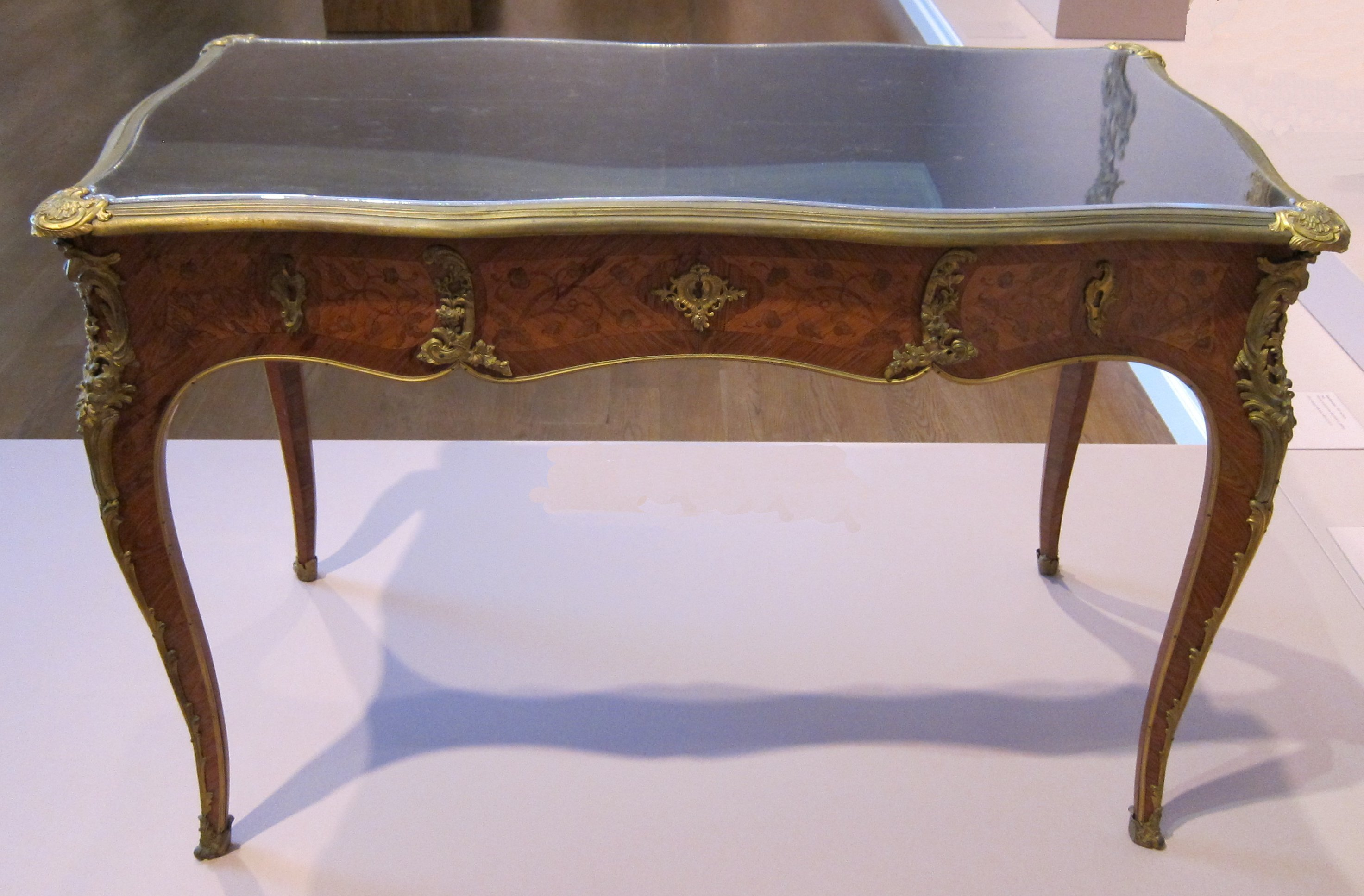
ベルナルドII世・ファン・リーゼンブルヒ作と伝わるオーク、チューリップウッド、キングウッドの寄木細工による執筆用テーブル（ホノルル美術館蔵）

## 諸言語による名称
- 英語: kingwood、Brazilian kingwood[9]、tulipwood[9]; 〔アメリカ〕violet wood[5]（ヴァイオレットウッド）[7]、violetta[5]
- スウェーデン語: brasiliansk violpalisander[9]
- フランス語: bois violet[5]
- ポルトガル語: jacarandá-violeta、miolo-de-negro、pau violeta;〔ブラジル〕violete[5]